# Premierenbesetzungen der Komischen Oper Berlin seit 2012

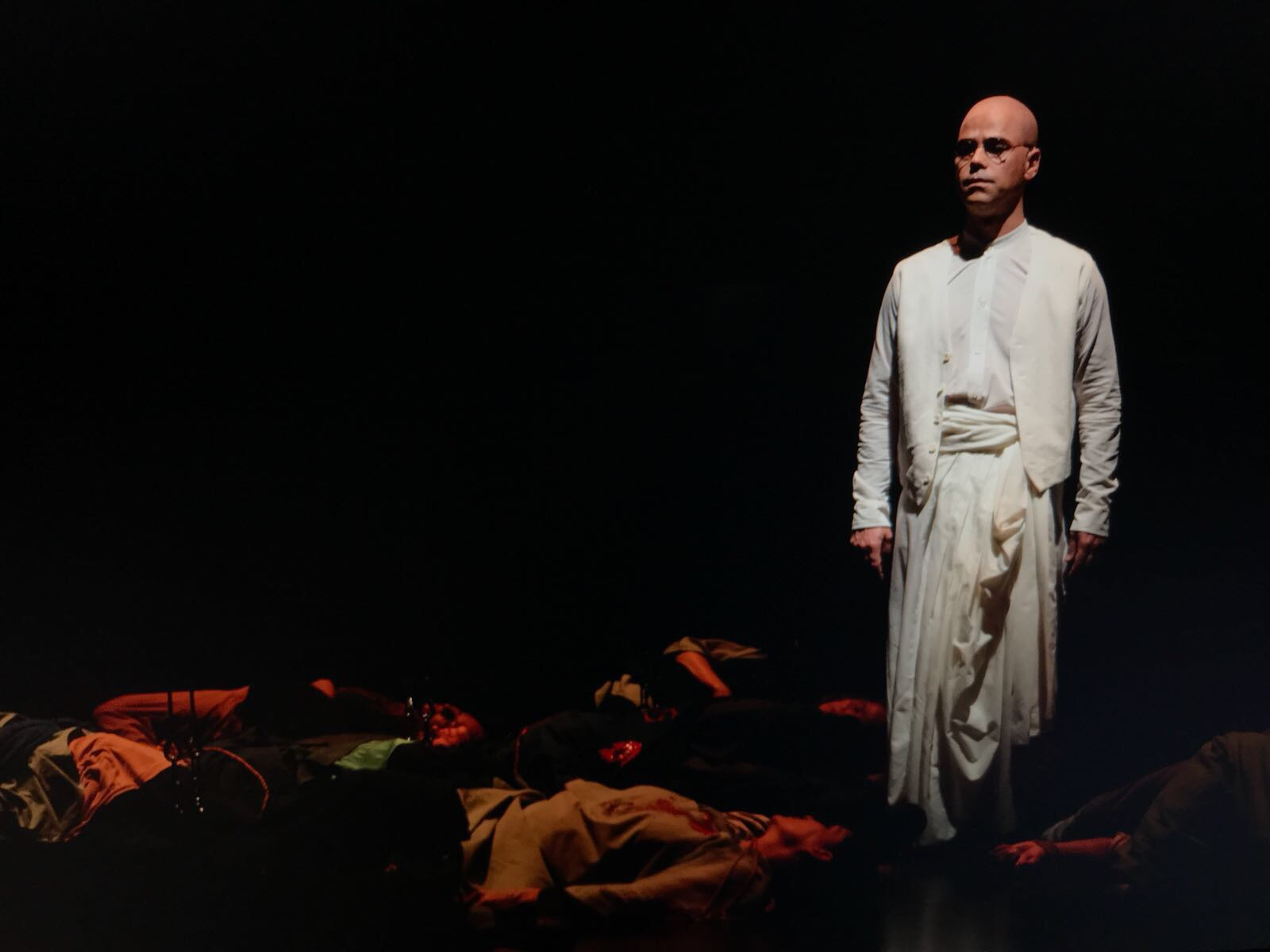
Stefan Cifolelli als Gandhi in der Neuproduktion von Philip Glass’ Satyagraha, Oktober 2017

Die Premierenbesetzungen der Komischen Oper Berlin seit 2012 listen alle Mitwirkenden der Neuinszenierungen an der Komischen Oper in Berlin auf, die seit Herbst 2012 stattgefunden haben oder offiziell angekündigt wurden.

## Leitung
Intendant und Chefregisseur der Komischen Oper Berlin ist seit 2012 Barrie Kosky.
Diese Liste wird schrittweise um alle Spielzeiten ab 2012 ergänzt.

## 2016/2017
| Zoroastre von Louis de Cahusac und Jean-Philippe Rameau, 18. Juni 2017 |                                                                      |                                                                             | |
| Christian Curnyn David Cavelius Chor                                   | Tobias Kratzer Rainer Sellmaier Diego Leetz Johanna Wall Dramaturgie | Katherine Watson Amélite Nadja Mchantaf Érinice Katarzyna Włodarczyk Céphie | Thomas Walker Zoroastre Thomas Dolié Abramane Tom Erik Lie La Vengeance Denis Milo Zopire Daniil Chesnokov Narbanor Philipp Meierhöfer, Johnathan McCullough Oromasès \| Ariman |

## 2017/2018
| Pelléas et Mélisande von Maurice Maeterlinck und Claude Debussy, 15. Oktober 2017                                                                         | | | |
| Jordan de Souza | Barrie Kosky Klaus Grünberg, Anne Kuhn Dinah Ehm Klaus Grünberg Johanna Wall Dramaturgie                    | Nadine Weissmann Geneviève Nadja Mchantaf Mélisande | Jens Larsen Arkel Dominik Köninger Pelléas Günter Papendell Golaud Solist des Tölzer Knabenchores Der kleine Yniold Samuli Taskinen Arzt \| Stimme des Hirten |
| Satyagraha von Philip Glass, Texte aus der Bhagavad Gita, 27. Oktober 2017 Koproduktion mit dem Theater Basel und der Vlaamse Opera in Antwerpen und Gent | | | |
| Jonathan Stockhammer David Cavelius Chor | Sidi Larbi Cherkaoui Henrik Ahr Jan-Jan van Essche Roland Edrich Simon Berger, Pavel B. Jiracek Dramaturgie | Cathrin Lange Miss Schlesen Mirka Wagner Mrs. Naidoo Karolina Gumos Kasturbai Katarzyna Włodarczyk Mrs. Alexander | Stefan Cifolelli Gandhi Tom Erik Lie Mr. Kallenbach Tomasz Wija Parsi Rustomji Samuli Taskinen Lord Krishna Timothy Oliver Prince Arjuna |
| Anatevka von Scholem Alejchem und Jerry Bock, 3. Dezember 2017                                                                                            | | | |
| Koen Schoots David Cavelius Chöre | Barrie Kosky Rufus Didwiszus Klaus Bruns Diego Leetz Otto Pichler Choreographie Simon Berger Dramaturgie    | Dagmar Manzel Golde, Tevjes Frau Talya Lieberman Zeitel, älteste Tochter Alma Sadé Hodel, zweite Tochter Maria Fiselier Chava, dritte Tochter Barbara Spitz Jente, Heiratsvermittlerin Sigalit Feig Fruma-Sara, Lazar Wolfs erste Frau | Max Hopp Tevje, der Milchmann Johannes Dunz Mottl Kamzoil, ein Schneider Benjamin Oeser Perchik, Hodels Verehrer Jens Larsen Lazar Wolf, ein Metzger Peter Renz Rabbi \| Oma Zeitel Denis Milo Mendel, sein Sohn Ivan Turšić Fedja, ein junger Mann |
| Die Gezeichneten von Frank Wedekind und Franz Schreker, 21. Januar 2018                                                                                   | | | |
| Stefan Soltesz David Cavelius Chor | Calixto Bieito Rebecca Ringst Ingo Krügler Franck Evin Simon Berger Dramaturgie                             | Aušrinė Stundytė Carlotta Nardi Katarzyna Włodarczyk Ginevra Scotti Christiane Oertel Martuccia | Michael Nagy Graf Andrea Vitelozzo Tamare Jens Larsen Lodovico Nardi Peter Hoare Alviano Salvago Adrian Strooper Guidobaldo Usodimare Ivan Turšić Menaldo Negroni Tom Erik Lie Michelotto Cibo Johnathan McCullough Gonsalvo Fieschi Onay Köse Julian Pinelli Samuli Taskinen Paolo Calvi Joachim Goltz Herzog Antoniotto Adorno \| Capitaneo di Giustizia Christoph Späth Pietro |
| Barbe-bleue von Henri Meilhac, Ludovic Halévy und Jacques Offenbach, 17. März 2018                                                                        | | | |
| Clemens Flick Andrew Crooks Chor | Stefan Herheim Christof Hetzer Esther Bialas N.N. Alexander Meier-Dörzenbach, Ulrich Lenz Dramaturgie       | Christiane Oertel Königin Clémentine Vera-Lotte Böcker Prinzessin Hermia Katarzyna Włodarczyk Heloise Talya Lieberman Eleonore | Wolfgang Ablinger-Sperrhacke Ritter von und zu Blaubart Peter Renz König Bobèche Johannes Dunz Prinz Saphir Tom Erik Lie Popolani Philipp Meierhöfer Graf Oscar Christoph Späth Graf Alvarez |